# معاملة المثليين في بوليفيا
قد يواجه الأشخاص من المثليين والمثليات ومزدوجي التوجه الجنسي والمتحولين جنسياً (اختصاراً: LGBT) في بوليفيا تحديات قانونية لا يواجهها غيرهم من المغايرين جنسيا. يعتبر النشاط الجنسي المثلي بين الرجال وبين النساء قانونيا في بوليفيا، ويحظر الدستور البوليفي التمييز على أساس التوجه الجنسي والهوية الجندرية، مما يجعل بوليفيا واحدة من الدول القليلة الوحيدة في العالم التي لديها مثل هذه الحماية الدستورية للأشخاص من مجتنع المثليين. في عام 2016، أصدرت بوليفيا قانون الهوية الجندرية، الذي يُنظر إليه على أنه أحد أكثر القوانين تقدمية فيما يتعلق بالأشخاص المتحولين جنسياً في العالم.
ومع ذلك، فإن تقارير التمييز ضد المثليين شائعة. في عام 2017، ذكر أمين المظالم البوليفي أن 64 شخصًا من مجتمع المثليين قد قتلوا في البلاد في ذلك العام، منها 14 حالة فقط تم التحقيق فيها ولم تسفر عن أي محاكمات.

## تاريخ
قبل الاستعمار الإسباني، كانت هناك شعوب أصلية مختلفة تعيش في بوليفيا الحديثة. ومن بين هؤلاء شعب كيتشوا (بما في ذلك الإنكا)، وشعب أيمارا، وشعب غواراني، وشعب تشيكيتانو، وشعب موخو وغيرها. تم توثيق المثلية الجنسية والعلاقات المثلية بين هؤلاء الشعوب، مع مستويات متفاوتة من القبول.
يميل كل من شعب موخو، شعب تشيكيتانو، شعب غواراني وشعب شيريغوانوس للنظر للمثلية بلا مبالاة. اعتبر شعب أيمارا المثليين جنسيا كائنات خارقة وشامان، قادرين على السحر. ومع ذلك، فإن هذا القبول والانفتاح في الماضي ليسا حاضرين في العصر الحديث. إن التحول إلى المسيحية، الذي كان يعتبر تقليديًا المثليين الجنسية خاطئة، قد أدى إلى مناخ من المعاداة للمثليين والاضطهاد للناس من مجتمع المثليين. هذا صحيح بشكل خاص بين شعب أيمارا، الذين تعتبر ثقافتهم الشعبية الآن المثلية الجنسية مرادفًا للخيانة الزوجية أو الحظ السيئ. التصور التقليدي للمثلية الجنسية، وخاصة المثلية الجنسية لدى الذكور، من قبل الإنكا لا يزال غير واضح وهو موضوع النقاشات المستمرة. ومع ذلك، يبدو أن المثلية الجنسية كانت «عمل عبادة» متسامحا معها في الطقوس الدينية، وتقاليد القساوسة الذين يلبسون لباس الجنس الآخر (المعروفين باسم «كواريوارمي» "quariwarmi") الذين يؤدون الطقوس الدينية موجودة أيضًا. يبدو أن مثليات الجنس (والمعروفات باسم «هولخوشتا» "holjoshta") حظين بتقدير كبير من قبل الإنكا. بعد الفتح الإسباني، أصبحت السدومية يعاقب عليها بالحرق على الخشبة.

## قانونية النشاط الجنسي المثلي
أصبح النشاط الجنسي المثلي قانونيًا منذ عام 1832.
حددت السن القانونية للنشاط الجنسي في بوليفيا على 14، في المادة 308bis " اغتصاب الرضع والأولاد والبنات والمراهقين" (بالإسبانية: Violación Infantes, Niña, Niño y Adolescentes)‏ من القانون الجنائي الذي يعاقب اغتصاب (بالإسبانية: violación)‏ الأطفال دون سن 14 عاما، "حتى من دون استخدام القوة أو التهديد، عندما يُزعم الحصول على الموافقة" "(بالإسبانية: asi no haya uso de la fuerza o intimidación y se alegue approimiento)‏. هناك استثناء في فرق السن ثلاث سنوات.

## الاعتراف القانوني بالعلاقات المثلية

الاعتراف القانوني بالعلاقات المثلية في أمريكا الجنوبية
زواج المثليين
توفر شكل آخر من أشكال الاعتراف القانوني
لا اعتراف
حظر دستوري على زواج المثليين، عبر تقييد تعريف الزواج في الدستور إلى اتحاد بين رجل وامرأءة فقط
المثلية الجنسية غير قانونية

تحد المادة 63 من الدستور الزواج والاتحادات الحرة (بالإسبانية: uniones libres)‏ للأزواج والشركاء المغايرين.
في يوليو/تموز 2010، بعد تشريع زواج المثليين في الأرجنتين، قال نائب الرئيس ألفارو غارسيا لينيرا إن الحكومة ليس لديها خطط لتشريع زواج المثليين.
في أبريل 2012، قام أحد أعضاء ائتلاف المعارضة، وهو «حزب التقارب الوطني»، بتقديم مشروع قانون في «الجمعية التشريعية المتعددة القوميات» لتشريع الاتحادات المدنية المثلية. ولكن، لم تتم الموافقة على مشروع القانون.
في يوليو 2014، دعا المدافع العام في بوليفيا رولاندو فيلينا لإدراج الاتحادات المثلية المدنية في قانون الأسرة الجديد في البلاد. في 16 أكتوبر 2014، أقر مجلس الشيوخ البوليفي قانون الأسرة المنقح الذي ألغى أي شروط خاصة بالجنس. كان الشركاء يأملون أن يفتح هذا الباب أمام منح الشركاء المثليين العديد من الحقوق التي يتمتع بها الأزواج المغايرون. تمت الموافقة على القانون في مجلس النواب ودخل حيز التنفيذ في أغسطس 2015. لم يشر قانون الأسرة الجديد إلى ذكر نوع الجنس للتخلص من التمييز، لكن تم توضيح أنه لا يوجد لديه وزن قانوني للتطبيق على الشركاء المغايرين، وبأن تشريع قانون منفصل كان لازما. بدأت منظمات حقوق المثليين والمثليات ومزدوجي التوجه الجنسي والمتحولين جنسيا في مطالبة الحكومة بتمرير قانون حتى يتم الاعتراف بهم في نهاية المطاف.
في أبريل 2015، صرح نائب رئيس البلاد بأنه «عاجلاً وليس آجلاً» ستتم مناقشة حول الشراكات المثلية في بوليفيا. وأعقب هذا البيان تعليقات رئيس مجلس الشيوخ بأن الحكومة منفتحة لمناقشة الفكرة على الرغم من أن المبادرة ليست على جدول الأعمال الحالي. وقد أعرب كل من الحزب الحاكم الحركة نحو الاشتراكية والمعارضة عن استعدادهما للحوار حول هذه القضية.
في 21 سبتمبر 2015، سلمت أكبر مجموعة لحقوق المثليين والمثليات ومزدوجي التوجه الجنسي والمتحولين جنسيا إلى الجمعية التشريعية البوليفية مشروع قانون لتشريع الاتحادات النثلية بموجب مصطلح «اتفاقية الحياة الأسرية». يسعى اقتراح «اتفاقية الحياة الأسرية» إلى منح الشركاء المثليين نفس الحقوق الممنوحة للأزواج المغايرين باستثناء التبني.

### الاستئناف في محكمة الدول الأمريكية لحقوق الإنسان
في مايو 2018، تقدمت مجموعات المثليين باستئناف لدى محكمة الدول الأمريكية لحقوق الإنسان من أجل الاعتراف بزواج المتحولين جنسياً. يعتمد الاستئناف على الحكم الصادر في يناير 2018 الصادر عن المحكمة، والذي وقعت عليه بوليفيا، والذي تنص عليه الاتفاقية الأمريكية لحقوق الإنسان والذي يتطلب الاعتراف بزواج المثليين.

## التبني وتنظيم الأسرة
تسمح المادة 84 من «قانون الطفل والمراهق» للأشخاص غير المتزوجين بتبني الأطفال، بغض النظر عن توجههم الجنسي. ومع ذلك، لا يجوز طلب التبني المشترك إلا عن طريق الأزواج المتزوجين قانونًا أو الشركاء في اتحاد حر.

## الحماية من التمييز
تحظر المادة 14 (د) من دستور بوليفيا، التي دخلت حيز التنفيذ في فبراير 2009، التمييز على أساس التوجه الجنسي والهوية الجندرية ويعاقب عليها.

### قانون مكافحة التمييز
يعرف «قانون مناهضة العنصرية وجميع أشكال التمييز» (بالإسبانية: Ley Contra el Racismo y Toda Forma de Discriminación)‏ التمييز بأنه «أي شكل من أشكال التمييز أو الاستبعاد أو التقييد أو التفضيل على أساس الجنس أو اللون أو العمر أو التوجه الجنسي أو الهوية الجندرية أو الأصل أو الثقافة أو الجنسية أو المواطنة أو اللغة أو الدين أو الأيديولوجية أو الانتماء السياسي أو الفلسفي أو الحالة الزوجية أو الحالة الاقتصادية أو الاجتماعية أو الصحية أو المهنة أو المهنة أو مستوى التعليم أو الإعاقة و/أو الإعاقات الجسدية أو الإعاقة الذهنية أو الحسية أو الحمل أو الأصل أو المظهر الجسدي أو الملابس أو اللقب أو غير ذلك من الأغراض التي تهدف أو تؤدي إلى إلغاء أو إضعاف الاعتراف بحقوق الإنسان والحريات الأساسية المعترف بها في الدستور والقانون الدولي أو التمتع بها أو ممارستها على قدم المساواة.» كما يوفر تعاريف لرهاب المثلية ورهاب التحول الجنسي.

عدلت المادة 23 من القانون قانون العقوبات. لذلك، تجرم المادة 281 من قانون العقوبات الآن التمييز على أساس التوجه الجنسي أو الهوية الجندرية. كما يحظر «نشر والتحريض على العنصرية والتمييز»، موضحا أن أي شخص «من خلال أي وسيلة يبث الأفكار على أساس التفوق العنصري أو الكراهية العنصرية، أو التي تعزز أو تبرر العنصرية أو أي نوع من التمييز على أساس الموصوفة أعلاه، أو التي تحرض لعنف أو اضطهاد الأشخاص، بناءً على دوافع عنصرية أو تمييزية، سيتم سجنهم من سنة إلى خمس سنوات.»
على الرغم من هذه الحماية، إلا أن تقارير التمييز المجتمعي ضد المثليين شائعة.

### قانون جرائم الكراهية
منذ عام 2010، تشدد المادة 40 مكرر من قانون العقوبات المفروضة على الجرائم التي يرتكبها أي من الأسباب التمييزية الواردة في المادة 281 (ثالثا)، بما في ذلك التوجه الجنسي والهوية الجندرية. في مايو 2016، قدمت منظمة المثليين «ائتلاف المثليات والمثليين ومزدوجي التوجه الجنسي والأشخاص المتحولين جنسيا» (بالإسبانية: Colectivo de Lesbianas, Gays, Bisexuales y personas Transgénero)‏™إلى «الجمعية التشريعية المتعددة القوميات» مشروع قانون ضد جرائم الكراهية على أساس التوجه الجنسي أو الهوية الجندى ية، والذي يتضمن عقوبة بالسجن لمدة 30 عامًا.

## الهوية الجندرية والتعبير عنها
في 25 نوفمبر 2015، تم اقتراح قانون من شأنه أن يسمح للأشخاص المتحولين جنسيا بتغيير اسمهم وجنسهم القانوني.
في 19 أيار/مايو 2016، أقر مجلس نواب بوليفيا قانون الهوية الجندرية (بالإسبانية: Ley de Identidad de Género)‏. بعد يوم واحد، أقر مجلس الشيوخ الإجراء بأغلبية بسيطة للأصوات. في 21 مايو 2016، تم توقيعه ليصبح قانونًا من قبل نائب الرئيس ألفارو غارسيا لينيرا. دخل القانون حيز التنفيذ في 1 أغسطس 2016.
يتيح «قانون الهوية الجندرية» للأفراد أكثر من 18 عاما قانونا لتغيير أسمائهم ونوع جنسهم وصورهم على الوثائق القانونية. مطلوب اختبار نفسي يثبت أن الشخص يعرف وتفترض طوعا تغيير الهوية، ولكن جراحة إعادة تحديد الجنس ليست مطلوبة. العملية سرية ويجب تنفيذها في إدارة السجل المدني. تستغرق معالجة الوثائق الجديدة 15 يومًا. سيكون تغيير الاسم والجنس قابلاً للعكس مرة واحدة، وبعد ذلك لن يتمكنوا من تعديل هذه البيانات مرة أخرى.
في أكتوبر 2016، ناقش الكونغرس البوليفي ما إذا كان يجب إلغاء قانون الهوية الجندرية.
في يونيو 2017، أصدرت المحكمة الانتخابية العليا تعليمات بإخطار دائرة السجل المدني بالمضي قدماً في تسجيل زواج المتحولين جنسياً. تنص التعليمات على أن الأشخاص المتحولين جنسياً الذين قاموا بالتغييرات التي ينظمها قانون الهوية الجدرية قد يدخلون في زواج مدني. في نوفمبر/تشرين الثاني 2017، أبطلت المحكمة العليا في بوليفيا قسم القانون الذي يسمح بزواج المتحولين جنسياً، وحكمت بعدم دستوريته. قدمت منظمات المثليين استئنافًا أمام محكمة الدول الأمريكية لحقوق الإنسان في مايو 2018.

## الخدمة العسكرية
أعلنت القوات المسلحة لبوليفيا في عام 2013 أنه سيتم السماح لمواطني مجتمع المثليين بالخدمة بداية من عام 2015.. كما تسمح بوليفيا للأشخاص المتحولين جنسيا بالخدمة في الجيش. على الرغم من ذلك، لا يزال يُنظر إلى المثلية الجنسية في الجيش على أنها من المحرمات، وقد يرغب الأفراد المثليون جنسياً في أن يبقوا متحفظين بشأن توجههم الجنسي أو هويتهم الجندرية وأن لا يصرحوا بها.

## التبرع بالدم
تنص المادة 16 من المرسوم الأعلى 24547 لعام 1997 على الحظر الدائم للرجال المثليين ومزدوجي التوجه الجنسي من التبرع بالدم.
في يونيو/حزيران 2016، طلب أمين المظالم من الحكومة تعديل المرسوم الأعلى 24547 لعام 1997، قائلا أن «قانون مكافحة العنصرية وجميع أشكال التمييز» يحظر التمييز القائم على التوجه الجنسي.

## الرأي العام
أظهر استطلاع للرأي أجراه مركز بيو للأبحاث عام 2013 أن 43% من البوليفيين يعتقدون أن المثلية الجنسية يجب أن تكون مقبولة من قبل المجتمع، في حين أن 49% يعتقدون أن ذلك لا ينبغي. كان الأشخاص الأصغر سناً أكثر قبولًا: 53% من الأشخاص الذين تتراوح أعمارهم بين 18 و 29 عامًا اعتقدوا أنه يجب قبولها، 43% من الأشخاص الذين تتراوح أعمارهم بين 30 و 49 و 27% من الأشخاص فوق 50 عامًا.
وفقًا لمسح أجراه مركز بيو للأبحاث، والذي أجري بين 7 نوفمبر 2013 و 13 فبراير 2014، أيد 22% من البوليفيين زواج المثليين، في حين عارضه 67% منهم.
نشرت بلانيت روميو، وهي شبكة اجتماعية للمثليين، أول مؤشر السعادة للمثليين (GHI) في شهر مايو من عام 2015. وسُئل الرجال المثليون من أكثر من 120 دولة حول شعورهم حيال نظرة مجتمعاتهم للمثلية الجنسية، وكيف يواجهون الطريقة التي يُعاملون بها من قبل أشخاص آخرين ومدى رضاهم عن حياتهم. احتلت بوليفيا المرتبة 48 مع نتيجة بلغت 47 على مؤشر السعادة.
أظهر استطلاع للرأي أجري في يونيو 2015 أن 74% من البوليفيين لا يؤيدون زواج المثليين. ومع ذلك، وجد الاستطلاع نفسه دعماً أكبر لزواج المثليين بين الشباب وسكان لاباز.
أظهر استطلاع قامت به المؤسسة الدولية للمثليين والمثليات ومزدوجي التوجه الجنسي والمتحولين جنسيا وثنائيي الجنس عام 2017، موافقة 60% من البوليفيين على أنه يجب أن يتمتع المثليون والمثليات ومزدوجو التوجه الجنسي بنفس الحقوق التي يتمتع بها الأشخاص المغايرون، بينما يختلف 17% مع ذلك. بالإضافة إلى ذلك، وافق 64% على وجوب حمايتهم من التمييز في مكان العمل. 26% من البوليفيين، مع ذلك، قالوا أنه يجب توجيه الاتهام للأشخاص الذين في علاقات جنسية مثلية واعتبارهم كمجرمين، في حين أن نسبة كبيرة من 45% لا يرون ذلك. أما بالنسبة للمتحولين جنسياً، فقد وافق 64% على أنه يجب أن يتمتعوا بنفس الحقوق، و 63% يعتقدون أنه يجب حمايتهم من التمييز في العمل و 53% يعتقدون أنه يجب السماح لهم بتغيير جنسهم القانوني.
أظهر مقياس الأمريكتين لعام 2017 أن 35% من البوليفيين يؤيدون زواج المثليين.

## ملخص
| قانونية النشاط الجنسي المثلي                                                                  | (قانوني منذ عام 1832)                                           |
| المساواة في السن القانوني للنشاط الجنسي                                                       | (منذ عام 1832)                                                  |
| قوانين مكافحة التمييز في التوظيف                                                              | (منذ عام 2009)                                                  |
| قوانين مكافحة التمييز في توفير السلع والخدمات                                                 | (منذ عام 2009)                                                  |
| قوانين مكافحة التمييز في جميع المجالات الأخرى (تتضمن التمييز غير المباشر، خطاب الكراهية)      | (منذ عام 2009)                                                  |
| قوانين مكافحة أشكال التمييز المعنية بالهوية الجندرية                                          | No                                                              |
| قوانين خطاب الكراهية تشمل التوجه الجنسي والهوية الجندرية                                      | (منذ عام 2010، من خلال ظرف مشدد)                                |
| زواج المثليين                                                                                 | (حظر دستوري على زواج المثليين و "الاتحادات الحرة" منذ عام 2009) |
| الاعتراف القانوني بالعلاقات المثلية                                                           | (في الانتظار)                                                   |
| السماح للشخص العازب بالتبني بغض النظر عن توجهه الجنسي                                         | Yes                                                             |
| تبني أحد الشريكين للطفل البيولوجي للشريك الآخر                                                | No                                                              |
| التبني المشترك للأزواج المثليين                                                               | No                                                              |
| يسمح للمثليين والمثليات ومزدوجي التوجه الجنسي والمتحولين جنسيا بالخدمة علناً في القوات المسلحة | (منذ عام 2015)                                                  |
| الحق بتغيير الجنس القانوني                                                                    | (منذ عام 2016)                                                  |
| علاج التحويل محظور على القاصرين                                                               | No                                                              |
| الحصول على أطفال أنابيب للمثليات                                                              | No                                                              |
| الأمومة التلقائية للطفل بعد الولادة                                                           | No                                                              |
| تأجير الأرحام التجاري للأزواج المثليين من الذكور                                              |                                                                 |
| السماح للرجال الذين مارسوا الجنس الشرجي التبرع بالدم                                          | (تأجيل دائم منذ عام 1997)                                       |